# Thérèse Ratsimandrava
Thérèse Ratsimandrava, née Razafindramoizina, est une personnalité politique et première dame de Madagascar pendant six jours, du 5 février au 11 février 1975.

## Biographie

### Enfance, éducation, débuts
Thérèse Razafindramoizina s'est mariée à Richard Ratsimandrava le 22 septembre 1956.

### Première dame de Madagascar
Elle est la femme de colonel de la gendarmerie Richard Ratsimandrava, chef de l'État et du gouvernement malagasy, ministre de la Défense et du plan. Ils ont six enfants.

## Mort
Elle meurt le 31 mars 2001.